# Nathan Homer Knorr
Nathan Homer Knorr (ur. 23 kwietnia 1905 w Bethlehem w stanie Pensylwania, zm. 8 czerwca 1977 w Wallkill w stanie Nowy Jork) – amerykański działacz religijny, trzeci prezes Towarzystwa Strażnica. W latach 1942–1977 kierował ogólnoświatową działalnością Świadków Jehowy; długoletni członek Ciała Kierowniczego Świadków Jehowy.
Jako prezes Towarzystwa Strażnica wprowadził cykl szkoleń w zborach Świadków Jehowy pod nazwą teokratyczna szkoła służby kaznodziejskiej. Zainicjował przekład Biblii dokonany przez Komitet Przekładu Biblii Świadków Jehowy – Pismo Święte w Przekładzie Nowego Świata. Zainicjował także utworzenie Biblijnej Szkoły Strażnicy – Gilead, szkoły kształcącej misjonarzy Świadków Jehowy. W pierwszej dekadzie swojego usługiwania założył Biura Oddziałów w wielu krajach świata, tworząc światową strukturę Świadków Jehowy.

## Życiorys
Urodził się 23 kwietnia 1905 roku w Bethlehem w stanie Pensylwania (Stany Zjednoczone). W wieku 16 lat nawiązał luźny kontakt z Badaczami Pisma Świętego. W roku 1922 był obecny na zgromadzeniu w Cedar Point w stanie Ohio i wtedy postanowił wystąpić z kościoła reformowanego. 4 lipca 1923 roku został ochrzczony jako Badacz Pisma Świętego.
6 września 1923 roku Nathan Knorr został członkiem rodziny Betel (niepłatnym pracownikiem) w głównej siedzibie Towarzystwa Strażnica w Brooklynie w Nowym Jorku. Początkowo pracował w ekspedycji, gdzie zauważono jego zaangażowanie w pracę i talent organizatorski. 8 lutego 1928 roku Joseph F. Rutherford mianował go współwydawcą „Złotego Wieku”, w redakcji pełnił funkcję sekretarza-skarbnika. Od 23 września 1932 roku kierował drukarnią Towarzystwa Strażnica. 11 stycznia 1934 roku wybrano go na członka zarządu Nowojorskiego Towarzystwa Strażnica, a w następnym roku został jego wiceprezesem. Od 10 czerwca 1940 roku pełnił również funkcję wiceprezesa Pensylwańskiego Towarzystwa Strażnica.

### Przewodnictwo we wspólnocie
13 stycznia 1942 roku, pięć dni po śmierci Josepha F. Rutherforda, 36-letniego Nathana Knorra wybrano na prezesa Towarzystwa Strażnica (zarówno korporacji pensylwańskiej, jak i nowojorskiej). Oznaczało to objęcie kierownictwa nad całą organizacją Świadków Jehowy. Wkrótce wprowadził zwyczaj nieujawniania nazwisk autorów artykułów i publikacji Świadków Jehowy publikowanych przez Towarzystwo Strażnica uważając, że poselstwo biblijne pochodzi od Boga a nie od człowieka.
Pomimo trwania II wojny światowej we wrześniu 1942 roku zorganizowano kongres pod hasłem „Nowy świat”. W kluczowym przemówieniu „Pokój – czy może być trwały?” Nathan Knorr na podstawie proroctwa z Księgi Objawienia 17:8 wyjaśnił, że II wojna światowa nie przeobrazi się w wojnę Armagedonu, ale że się skończy i na jakiś czas zapanuje pokój. Czas ten trzeba będzie wykorzystać na rozwinięcie działalności kaznodziejskiej Świadków Jehowy na całym świecie.
Zgodnie z tym kierunkiem Nathan Knorr położył nacisk na szkolenie głosicieli, zwłaszcza jeśli chodzi o pracę od domu do domu. Od lutego 1942 roku w Betel w Nowym Jorku, a od września 1943 roku we wszystkich zborach Świadków Jehowy zaczął funkcjonować Kurs Służby Teokratycznej (późniejsza Teokratyczna Szkoła Służby Kaznodziejskiej; obecnie część zebrania w tygodniu pod nazwą „Chrześcijańskie życie i służba”), na którym szkolono mówców wykładów publicznych i głosicieli. Kolejnym krokiem było powołanie funkcjonującej od lutego 1943 Biblijnej Szkoły Strażnicy – Gilead początkowo w South Lansing, w której przez pół roku szkoli się misjonarzy wyjeżdżających na tereny zagraniczne (obecnie Szkoła „Gilead” mieści się w Patterson). Te postanowienia przyczyniły się do wzrostu liczby Świadków Jehowy po II wojnie światowej.
We wrześniu 1945 roku zapowiedział pierwszą akcję niesienia pomocy materialnej zorganizowaną na dużą skalę przez Świadków Jehowy dla potrzebujących współwyznawców z Europy Środkowej dotkniętych skutkami II wojny światowej. Począwszy od stycznia 1946 roku pomoc ta docierała do współwyznawców z Austrii, Belgii, Bułgarii, Czechosłowacji, Danii, Finlandii, Francji, Grecji, Holandii, Niemiec, Norwegii, Polski, Rumunii, Węgier, Wielkiej Brytanii i Włoch, jak również dla współwyznawców z Chin i Filipin. Trwała ona przez dwa i pół roku – do sierpnia 1948 roku, dzięki czemu w tym czasie wysłano około 300 ton żywności, 450 ton ubrań oraz ponad 124 tysiące par obuwia.
W latach 1945–1956 Nathan Knorr odbył szereg podróży dookoła świata, podczas których odwiedzał oddziały krajowe Towarzystwa oraz przyglądał się sytuacji współwyznawców na świecie po zakończeniu wojny. W niektórych dziedzinach dokonano reorganizacji. W roku 1946 zmieniono formułę czasopisma „Pociecha” (dawniej „Złoty Wiek”), które odtąd nosi nazwę „Przebudźcie się!”. 31 stycznia 1953 roku poślubił Audrey (po drugim mężu Audrey Hyde).

### Przekład Nowego Świata
Od początku urzędowania Nathan Knorr żywo interesował się drukowaniem i rozpowszechnianiem Biblii. Już w roku 1942 Towarzystwo Strażnica przygotowało wydanie angielskiej Biblii Króla Jakuba z konkordancją. Drukowano też inne przekłady. Jednak w październiku 1946 roku Knorr zaproponował przygotowanie zupełnie nowego tłumaczenia. W latach 1950–1960 wydano w kilku częściach „Pismo Święte w Przekładzie Nowego Świata”, które następnie stało się podstawą do tłumaczenia go na inne języki. Do 2024 roku wydrukowany w nakładzie ponad 250 milionów egzemplarzy w przeszło 300 językach.

### Zmiany organizacyjne
Działalność Knorra wiązała się również z dużymi międzynarodowymi kongresami Świadków Jehowy. Największy z nich odbył się w roku 1958 pod hasłem „Wola Boża” na stadionach Yankee i Polo Grounds w Nowym Jorku. Głównego przemówienia wysłuchały wtedy 253 922 osoby.
W latach 1950–1976 dokonano zmian organizacyjnych w zborach Świadków Jehowy i w funkcjonowaniu Towarzystwa Strażnica. W ich wyniku działalnością Świadków Jehowy kieruje nie prezes Towarzystwa Strażnica, ale Ciało Kierownicze.
Nathan H. Knorr zmarł 8 czerwca 1977 roku na Farmach Strażnicy w Wallkill w stanie Nowy Jork. Kolejnym prezesem Towarzystwa został bliski współpracownik Knorra Frederick W. Franz.